# الرقيطاء
الرُّقَيْطاء هي إحدى قُرى محافظة بيشة في الجنوب الغربي وتتبع منطقة عسير في المملكة العربية السعودية.

## السكان
في عام 2013، بلغ عدد سكان قري العطف والديلمي والرقيطاء قرابة 10 آلاف نسمة.

## الموقع
تقع قرية الرقيطاء على بعد 33 كيلو متر شمال محافظة بيشة، على الضفة الغربية لوادي بيشة، تتبع مركز النقيع، وبلدية محافظة بيشة.

## المرافق
يوجد في الرقيطاء مدرسة ابتدائية تسمي ابتدائية الرقيطاء، ومدرسة متوسطة وثانوية الرقيطاء للبنات، ومركز صحي، كما يوجد به قلعة بن شكبان الأثرية.

## قلعة بن شكبان
أنشئت قلعة بن شكبان عام 1213 هـ، وهي قلعة مربَّعة الشكل، تتكون من 20 غرفة تقريبًا ، بعضها مكونٌ من دورين، ويوجد بها سور داخلي وساحة داخلية مكشوفة. يوجد بها 4 أبراج للمراقبة، وممرات للحراسات الداخلية، وبداخلها يوجد بئر مبنية بالحجر الأحمر، وما زالت صالحة للاستعمال، يحيط بالقلعة سورٌ دائري ارتفاعه لا يقل عن متر تقريبًا، ويحيط بها من الخارج خندق دائري لغرض الحماية والدفاع. تعرضت القلعة للتدمير والتخريب عام 1230 هـ، وقد أثرت فيها عوامل التعرية والأمطار لقدم بنائها.